# Teoria analitică a numerelor

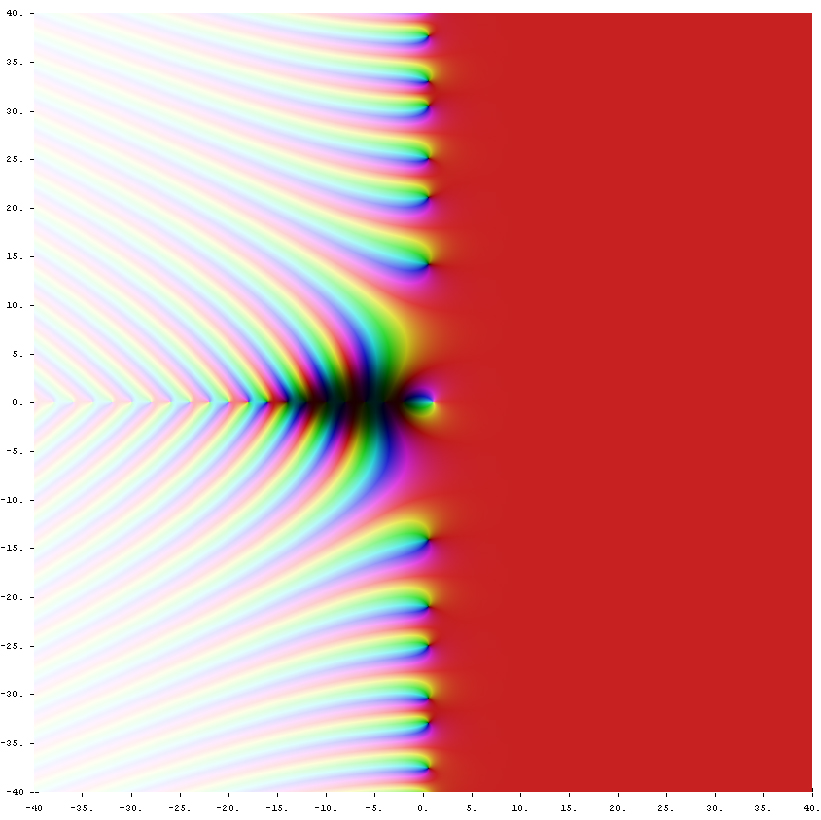
Funcția zeta a lui Riemann ζ(s) în planul complex. Culoarea unui punct s codifică valoarea lui ζ(s): culorile apropiate de negru indică valori apropiate de zero, în timp ce nuanța codifică argumentul valorii.

În matematică, teoria analitică a numerelor este o ramură a teoriei numerelor care utilizează metode din analiza matematică pentru a rezolva probleme despre numerele întregi. Se spune adesea că a început cu introducerea L-funcțiilor Dirichlet de către Peter Gustav Lejeune Dirichlet în 1837 pentru a da prima demonstrație a teoremei lui Dirichlet despre progresii aritmetice. Este bine cunoscută pentru rezultatele sale asupra numerelor prime (incluzând teorema numerelor prime și funcția zeta a lui Riemann) și teoria aditivă a numerelor (cum ar fi conjectura lui Goldbach și problema lui Waring).

## Ramuri ale teoriei analitice a numerelor
Teoria analitică a numerelor poate fi împărțită în două părți majore, despărțite mai mult prin tipul de probleme pe care încearcă să le rezolve decât prin diferențele fundamentale de tehnici.
- Teoria multiplicativă a numerelor se ocupă cu distribuția numerelor prime, cum ar fi estimarea numărului de numere prime dintr-un interval, și include teorema numerelor prime și teorema lui Dirichlet asupra numerelor prime în progresii aritmetice.[4]
- Teoria aditivă a numerelor se ocupă cu structura aditivă a numerelor întregi, cum ar fi conjectura lui Goldbach, care afirmă că fiecare număr par mai mare decât 2 este suma a două numere prime. Unul dintre principalele rezultate în teoria aditivă a numerelor este soluția la problema lui Waring.[5]

## Istorie

### Precursori
O mare parte din teoria analitică a numerelor a fost inspirată de teorema numerelor prime. Fie π(x) funcția de numărare a numerelor primelor, care dă numărul de numere prime mai mici sau egale cu x, pentru orice număr real x. De exemplu, π(10) = 4 deoarece există exact patru numere prime mai mici sau egale cu 10 (anume 2, 3, 5 și 7). Teorema numerelor prime afirmă că x / ln(x) este o aproximare bună a lui π(x), în sensul că limita raportului celor două funcții π(x) și x / ln(x) când x tinde la infinit este 1:
{\displaystyle \lim _{x\to \infty }{\frac {\pi (x)}{x/\ln(x)}}=1,}
cunoscută sub numele de legea asimptotică a distribuției numerelor prime.
Adrien-Marie Legendre a conjecturat în 1797 sau 1798 că π(a) este aproximat de funcția a/(A ln(a) + B), unde A și B sunt constante nespecificate. În cea de-a doua ediție a cărții sale despre teoria numerelor (1808) a formulat o conjectură mai precisă, cu A = 1 și B ≈ − 1,08366. Carl Friedrich Gauss a considerat aceeași conjectură: „Im Jahr 1792 oder 1793” („în anul 1792 sau 1793”), după propria sa amintire, aproape șaizeci de ani mai târziu, într-o scrisoare către Encke (1849), a scris în tabelul său de logaritmi (avea atunci 15 sau 16 ani) nota scurtă „Primzahlen unter {\displaystyle a(=\infty ){\frac {a}{\ln a}}}" ('numerele prime sub {\displaystyle a(=\infty ){\frac {a}{\ln a}}}'). Însă Gauss nu a publicat niciodată această conjectură. În 1838, Peter Gustav Lejeune Dirichlet a creat propria sa funcție de aproximare, integrala logaritmică li(x) (sub forma puțin diferită a unei serii, pe care a comunicat-o lui Gauss). Atât formula lui Legendre, cât și cea a lui Dirichlet implică aceeași echivalență asimptotică conjecturată a lui π(x) și x / ln(x) menționată mai sus, deși s-a dovedit că aproximarea lui Dirichlet este considerabil mai bună dacă se considă diferențe în loc de rapoarte.

### Dirichlet
Johann Peter Gustav Lejeune Dirichlet este creditat pentru crearea teoriei analitice a numerelor, domeniu în care a descoperit câteva rezultate profunde, iar în demonstrarea lor a introdus câteva instrumente fundamentale, multe dintre ele fiind ulterior numite după el. În 1837 a publicat teorema lui Dirichlet asupra progresiilor aritmetice folosind concepte de analiză matematică pentru a aborda o problemă algebrică, creând astfel ramura teoriei analitice a numerelor. În demonstrarea teoremei, el a introdus caracterele Dirichlet și L-funcțiile. În 1841 și-a generalizat teorema legată de progresiile aritmetice de la numere întregi la inelul întregilor lui Gauss {\displaystyle \mathbb {Z} [i]}.

### Cebîșev
În două lucrări din 1848 și 1850, matematicianul rus Pafnuty L'vovich Cebyshev a încercat să demonstreze legea asimptotică a distribuției numerelor prime. Lucrarea sa se remarcă prin utilizarea funcției zeta ζ(s) (pentru valorile reale ale argumentului „s”, la fel ca în lucrările lui Leonhard Euler, încă din 1737) care precedă celebrele memorii ale lui Riemann din 1859 și a reușit să demonstreze o formă puțin mai slabă a legii asimptotice, și anume că, dacă limita lui π(x)/(x/ln(x)) când x tinde la infinit există, atunci este în mod necesar egală cu unu. El a reușit să demonstreze necondiționat că acest raport este mărginit superior și inferior de două constante apropiate de 1 date explicit pentru orice x. Deși lucrarea lui Cebîșev nu a demonstrat teorema numerelor prime, estimările lui pentru π(x) au fost suficient de puternice pentru a demonstra postulatul lui Bertrand cum că există un număr prim între n și 2n pentru orice număr întreg n ≥ 2.

### Riemann
"…es ist sehr wahrscheinlich, dass alle Wurzeln reell sind. Hiervon wäre allerdings ein strenger Beweis zu wünschen; ich habe indess die Aufsuchung desselben nach einigen flüchtigen vergeblichen Versuchen vorläufig bei Seite gelassen, da er für den nächsten Zweck meiner Untersuchung entbehrlich schien."

"…este foarte probabil că toate rădăcinile sunt reale. Desigur, s-ar dori o demonstrație riguroasă; Momentan, după niște încercări deșarte trecătoare, am lăsat deoparte provizoriu căutarea acesteia, întrucât pare a fi dispensabilă pentru următorul obiectiv al investigației mele." 
Bernhard Riemann a adus câteva contribuții celebre în teoria analitică modernă a numerelor. Într-o lucrare scurtă (singura pe care a publicat-o pe subiectul teoriei numerelor), el a investigat funcția zeta a lui Riemann și a stabilit importanța acesteia pentru înțelegerea distribuției numerelor prime. El a propus o serie de conjecturi despre proprietățile funcției zeta, dintre care una este bine-cunoscuta ipoteză a lui Riemann.

### Hadamard și de la Vallée-Poussin
Extinzând ideile lui Riemann, două demonstrații ale teoremei numerelor prime au fost obținute independent de Jacques Hadamard și Charles Jean de la Vallée-Poussin și au apărut în același an (1896). Ambele demonstrații au folosit metode din analiza complexă, stabilind ca pas principal al demonstrației că funcția zeta a lui Riemann ζ(s) este nenulă pentru toate valorile complexe ale variabilei s care au forma s = 1 + it cu t > 0.

### Vremuri moderne
Cea mai mare schimbare tehnică după 1950 a fost dezvoltarea metodelor cu ciururi, în special în problemele multiplicative. Acestea sunt de natură combinatorială și destul de variate. Ramura extremă a teoriei combinatoriale a fost în schimb foarte influențată de valoarea acordată în teoria analitică a numerelor asupra marginilor superioare și inferioare cantitative. O altă dezvoltare recentă este teoria probabilistică a numerelor,  care utilizează metode din teoria probabilităților pentru a estima distribuția funcțiilor din teoria numerelor, cum ar fi câți divizori primi are un număr.
Mai exact, descoperirile lui Yitang Zhang, James Maynard, Terence Tao și Ben Green au folosit toate metoda Goldston–Pintz–Yıldırım, pe care au folosit-o inițial pentru a demonstra că
{\displaystyle p_{n+1}-p_{n}\geq o(\log p_{n}).}
Dezvoltările din teoria analitică a numerelor sunt adesea rafinări ale tehnicilor anterioare; acestea reduc erorile de aproximare și le extind aplicabilitatea. De exemplu, metoda cercului lui Hardy și Littlewood a fost concepută pentru a fi aplicată seriilor de puteri în apropierea cercului unitate din planul complex; acum este gândit în termeni de sume exponențiale finite (adică pe cercul unitate, dar cu seria de puteri trunchiată). În aproximarea diofantică este nevoie de funcții auxiliare care nu sunt funcții generatoare – coeficienții lor sunt construiți folosind principiul cutiei – și implică mai multe variabile complexe. Domeniile aproximării diofantice și teoriei transcendenței s-au extins, iar tehnicile au ajuns să fie aplicate la conjectura lui Mordell.

## Probleme și rezultate
Teoremele și rezultatele din teoria analitică a numerelor tind să nu fie rezultate structurale exacte despre numerele întregi, pentru care instrumentele algebrice și geometrice sunt mai potrivite. În schimb, ele oferă margini și estimări aproximative pentru diferite funcții din teoria numerelor, așa cum ilustrează următoarele exemple.

### Teoria multiplicativă a numerelor
Euclid a arătat că există o infinitate de numere prime. O problemă importantă este determinarea distribuției asimptotice a numerelor prime; adică o descriere aproximativă a câte numere prime sunt mai mici decât un număr dat. Gauss, printre altele, după ce a calculat o listă mare de numere prime, a conjecturat că numărul de numere prime mai mici sau egal cu un număr mare N este aproapiat de valoarea integralei
{\displaystyle \int _{2}^{N}{\frac {1}{\log t}}\,dt.}
În 1859, Bernhard Riemann a folosit analiza complexă și o funcție meromorfă specială cunoscută acum sub numele de funcția zeta a lui Riemann pentru a obține o expresie analitică pentru numărul de numere prime mai mici sau egale cu un număr real x. În mod remarcabil, termenul principal din formula lui Riemann a fost exact integrala de mai sus, dând o greutate substanțială conjecturii lui Gauss. Riemann a descoperit că eroarea de aproximare din această expresie și, prin urmare, modul în care sunt distribuite numerele prime, sunt strâns legate de zerourile complexe ale funcției zeta. Folosind ideile lui Riemann și obținând mai multe informații despre zerourile funcției zeta, Jacques Hadamard și Charles Jean de la Vallée-Poussin au reușit să completeze demonstrația conjecturii lui Gauss. În particular, au demonstrat că dacă
{\displaystyle \pi (x)=({\text{numărul de numere prime}}\leq x),}
atunci
{\displaystyle \lim _{x\to \infty }{\frac {\pi (x)}{x/\log x}}=1.}
Acest rezultat remarcabil este ceea ce acum este cunoscut sub numele de teorema numerelor prime. Este un rezultat central în teoria analitică a numerelor. În linii mari afirmă că, fiind dat un număr mare N, numărul de numere prime mai mici sau egale cu N este aproximativ N/log(N).
Mai general, aceeași întrebare poate fi pusă despre numărul de numere prime din orice progresie aritmetică a+nq pentru orice număr întreg n. Într-una dintre primele aplicații ale tehnicilor analitice la teoria numerelor, Dirichlet a demonstrat că orice progresie aritmetică cu a și q coprime conține o infinitate de numere prime. Teorema numerelor prime poate fi generalizată la această problemă; considerând
{\displaystyle \pi (x,a,q)=({\text{numărul de numere prime }}\leq x{\text{ care sunt în progresia aritmetică }}a+nq,n\in \mathbf {Z} ),}
atunci dacă a și q sunt coprime,
{\displaystyle \lim _{x\to \infty }{\frac {\pi (x,a,q)\phi (q)}{x/\log x}}=1,}
unde {\displaystyle \phi } este indicatorul lui Euler.
Există, de asemenea, multe conjecturi profunde și cuprinzătoare în teoria numerelor ale căror demonstrații par prea dificil de obținut cu tehnicile actuale, cum ar fi conjectura numerelor prime gemene care întreabă dacă există o infinitate de numere prime p astfel încât p + 2 este prim. Presupunând conjectura lui Elliott-Halberstam adevărată, s-a demonstrat recent că există o infinitate de numere prime p astfel încât p + k este prim pentru un număr întreg pozitiv par k cel mult egal cu 12. De asemenea, s-a demonstrat necondiționat (adică nu depinde de conjecturi nedemonstrate) că există o infinitate de numere prime p astfel încât p + k este prim pentru un număr întreg pozitiv par k cel mult egal cu 246.

### Teoria aditivă a numerelor
Una dintre cele mai importante probleme din teoria aditivă a numerelor este problema lui Waring, care întreabă dacă este posibil, pentru orice k ≥ 2, să se scrie orice număr întreg pozitiv ca sumă a unui număr mărginit de puteri a k-a,
{\displaystyle n=x_{1}^{k}+\cdots +x_{\ell }^{k}.}
Cazul pătratelor, k = 2, a fost soluționat de Lagrange în 1770, care a demonstrat că fiecare număr întreg pozitiv poate fi reprezentat ca sumă a cel mult patru pătrate perfecte. Cazul general a fost demonstrat de Hilbert în 1909, folosind tehnici algebrice care nu au dat margini explicite. O descoperire importantă a fost aplicarea instrumentelor analitice la problemă de către Hardy și Littlewood. Aceste tehnici sunt cunoscute sub denumirea de metoda cercului și oferă margini superioare explicite pentru funcția G(k), cel mai mic număr de puteri a k-a necesare, cum ar fi marginea lui Vinogradov
{\displaystyle G(k)\leq k(3\log k+11).}

### Probleme diofantice
Problemele diofantice se referă la soluțiile întregi ale ecuațiilor polinomiale: se poate studia distribuția soluțiilor, adică numărarea soluțiilor în funcție de o anumită măsură a „mărimii” sau înălțimii.
Un exemplu important este problema cercului lui Gauss, care cere puncte întregi (x y) care satisfac
{\displaystyle x^{2}+y^{2}\leq r^{2}.}
În termeni geometrici, fiind dat un cerc cu raza r centrat în originea planului, problema întreabă câte puncte laticiale se află pe circumferința sau în interiorul cercului. Nu este greu de demonstrat că răspunsul este {\displaystyle \pi r^{2}+E(r)}, unde {\displaystyle E(r)/r^{2}\to 0} când {\displaystyle r\to \infty }. Din nou, partea dificilă și o mare realizare a teoriei analitice a numerelor este obținerea unor margini superioare specifice ale erorii E(r).
A fost demonstrat de către Gauss că {\displaystyle E(r)=O(r)}. În general, o eroare O(r) ar fi posibilă cu cercul unitate (sau, mai corect, discul unitate închis) înlocuit cu dilatările oricărei regiuni plane mărginite cu frontiera netedă pe porțiuni. În plus, înlocuind cercul unitate cu pătratul unitate, eroare pentru problema generală poate fi la fel de mare ca o funcție liniară în r. Prin urmare, obținerea unei margini a erorii de forma {\displaystyle O(r^{\delta })} pentru un {\displaystyle \delta <1} în cazul cercului este o îmbunătățire semnificativă. Primul care a reușit acest lucru a fost Sierpiński în 1906, care a arătat că {\displaystyle E(r)=O(r^{2/3})}. În 1915, Hardy și Landau au arătat fiecare că nu are loc {\displaystyle E(r)=O(r^{1/2})}. De atunci scopul a fost demonstrarea faptului că pentru orice {\displaystyle \epsilon >0} fixat există un număr real {\displaystyle C(\epsilon )} astfel încât {\displaystyle E(r)\leq C(\epsilon )r^{1/2+\epsilon }}.
În 2000 Huxley a arătat că {\displaystyle E(r)=O(r^{131/208})}, care este cel mai bun rezultat publicat.

## Metode ale teoriei analitice a numerelor

### Seriile Dirichlet
Unele dintre cele mai utile instrumente în teoria multiplicativă a numerelor sunt seriile Dirichlet, care sunt funcții de o variabilă complexă definite printr-o serie de forma
{\displaystyle f(s)=\sum _{n=1}^{\infty }a_{n}n^{-s}.}
În funcție de alegerea coeficienților {\displaystyle a_{n}}, această serie poate converge peste tot, nicăieri sau pe un semiplan. În multe cazuri, chiar și când seria nu converge peste tot, funcția olomorfă pe care o definește poate fi continuată analitic la o funcție meromorfă pe întregul plan complex. Utilitatea funcțiilor de acest tip în problemele multiplicative poate fi văzută în identitatea formală
{\displaystyle \left(\sum _{n=1}^{\infty }a_{n}n^{-s}\right)\left(\sum _{n=1}^{\infty }b_{n}n^{-s}\right)=\sum _{n=1}^{\infty }\left(\sum _{k\ell =n}a_{k}b_{\ell }\right)n^{-s};}
prin urmare, coeficienții produsului a două serii Dirichlet sunt convoluțiile multiplicative ale coeficienților inițiali. Mai mult, tehnici precum sumarea parțială și teoremele tauberiene pot fi utilizate pentru a obține informații despre coeficienți din informații analitice despre seria Dirichlet. Astfel, o metodă comună pentru estimarea unei funcții multiplicative este de a o exprima ca o serie Dirichlet (sau un produs de serii Dirichlet mai simple folosind identități cu convoluții), a examina această serie ca o funcție complexă și apoi a converti această informație analitică înapoi în informații despre funcția originală.

### Funcția zeta a lui Riemann
Euler a arătat că teorema fundamentală a aritmeticii implică (cel puțin formal) produsul lui Euler
{\displaystyle \sum _{n=1}^{\infty }{\frac {1}{n^{s}}}=\prod _{p}^{\infty }{\frac {1}{1-p^{-s}}}{\text{ pentru }}s>1}
unde produsul se face peste toate numerele prime p.
Demonstrația lui Euler a faptului că există o infinitate de numere prime folosește divergența termenului din membrul stâng pentru s = 1 (așa-numita serie armonică), un rezultat pur analitic. Euler a fost de asemenea primul care a folosit argumente analitice cu scopul de a studia proprietățile numerelor întregi, mai exact prin construirea unor serii de puteri generatoare. Acesta a fost începutul teoriei analitice a numerelor.
Mai târziu, Riemann a considerat această funcție pentru valori complexe ale lui s și a arătat că această funcție poate fi extinsă la o funcție meromorfă pe întregul plan cu un pol simplu în s = 1. Această funcție este acum cunoscută ca funcția Zeta a lui Riemann și este notată cu ζ(s). Există o literatură bogată despre această funcție, iar funcția este un caz special al L-funcțiilor Dirichlet mai generale.
Cercetătorii în teoria analitică a numerelor sunt adesea interesați de eroarea aproximărilor, cum ar fi teorema numerelor prime. În acest caz, eroarea este mai mică decât x/log x. Formula lui Riemann pentru π(x) arată că eroarea din această aproximare poate fi exprimată în funcție de zerourilor funcției zeta. În lucrarea sa din 1859, Riemann a conjecturat că toate zerourile „netriviale” ale lui ζ se află pe dreapta {\displaystyle \Re (s)=1/2}, dar nu a dat niciodată o demonstrație pentru acestă afirmație. Această conjectură faimoasă și de lungă durată este cunoscută sub numele de Ipoteza lui Riemann și are multe implicații profunde în teoria numerelor; de fapt, multe teoreme importante au fost demonstrate sub presupunerea că ipoteza este adevărată. De exemplu, presupunând ipoteza lui Riemann, termenul erorii din teorema numerelor prime este {\displaystyle O(x^{1/2+\varepsilon })}.
La începutul secolului al XX-lea, G. H. Hardy și Littlewood au demonstrat multe rezultate despre funcția zeta în încercarea de a demonstra ipoteza lui Riemann. De fapt, în 1914, Hardy a demonstrat că există o infinitate de zerouri ale funcției zeta pe dreapta critică
{\displaystyle \Re (z)=1/2.}
Acest lucru a condus la mai multe teoreme care descriu densitatea zerourilor pe dreapta critică.